# Distribució de Skellam
La distribució de Skellam és la distribució de probabilitat discreta de la diferència {\displaystyle N_{1}-N_{2}} de dues variables aleatòries estadísticament independents {\displaystyle N_{1}} i {\displaystyle N_{2},} cadascun distribuït per Poisson amb els respectius valors esperats {\displaystyle \mu _{1}} i {\displaystyle \mu _{2}}. És útil per descriure les estadístiques de la diferència de dues imatges amb un simple soroll de fotons, així com per descriure la distribució de punts en esports on tots els punts anotats són iguals, com ara el beisbol, l'hoquei i el futbol.
La distribució també és aplicable a un cas especial de la diferència de variables aleatòries de Poisson dependents, però només al cas obvi en què les dues variables tenen una contribució aleatòria additiva comuna que es cancel·la per la diferència: vegeu Karlis i Ntzoufras (2003) per a més detalls i una aplicació.
La funció de massa de probabilitat per a la distribució de Skellam per a una diferència {\displaystyle K=N_{1}-N_{2}} entre dues variables aleatòries independents distribuïdes per Poisson amb mitjanes {\displaystyle \mu _{1}} i {\displaystyle \mu _{2}} ve donada per:
{\displaystyle p(k;\mu _{1},\mu _{2})=\Pr\{K=k\}=e^{-(\mu _{1}+\mu _{2})}\left({\mu _{1} \over \mu _{2}}\right)^{k/2}I_{k}(2{\sqrt {\mu _{1}\mu _{2}}})}
on Ik(z) és la funció de Bessel modificada del primer tipus. Com que k és un nombre enter tenim que Ik(z)= I|k|(z).